# Christopher Gavlas
Christopher „CJ“ Gavlas (* 22. April 1997 in Saskatoon) ist ein kanadischer Volleyballspieler.

## Karriere
Gavlas ist der Sohn des Volleyballtrainers Brian Gavlas. Er begann seine eigene Karriere an der Holy Cross High School in seiner Heimatstadt. Von 2015 bis 2020 studierte er an der University of Saskatchewan und spielte in der Universitätsmannschaft Huskies, die von seinem Vater trainiert wurde. In der Saison 2021/22 wurde der Zuspieler mit Middelfart VK dänischer Meister. 2022/23 spielte er beim schwedischen Verein Vingåkers Volleybollklubb. 2023 wurde Gavlas vom deutschen Bundesligisten SWD Powervolleys Düren verpflichtet. In Düren war sein Vater in der Saison 2001/02 Trainer. In der Saison 2023/24 unterlagen die SWD Powervolleys im DVV-Pokal hingegen bereits im Viertelfinale gegen die WWK Volleys Herrsching und im CEV-Pokal schieden sie im Achtelfinale aus. In den Bundesliga-Playoffs verloren die SWD Powervolleys als Tabellensechster im Viertelfinale gegen den VfB Friedrichshafen. Danach verließ Gavlas den Verein mit unbekanntem Ziel.